# ایب استروم لارسن
ایب استروم لارسن (دانمارکی: Ib Storm Larsen; ۲۸ سپتامبر ۱۹۲۵ – ۴ ژانویهٔ ۱۹۹۱) قایقران روئینگ اهل دانمارک بود.